# Tallit Katan

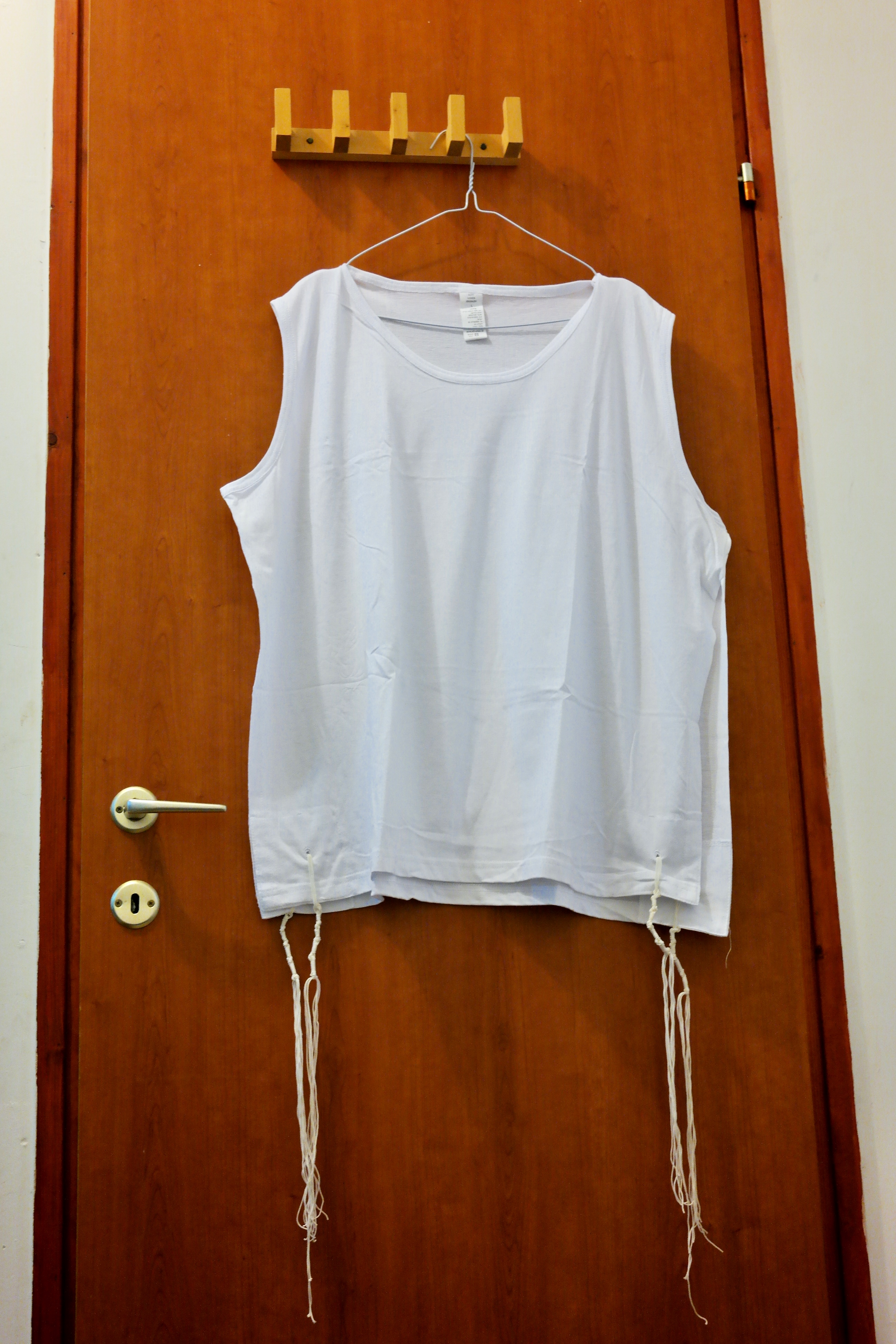
Moderner Tallit Katan.

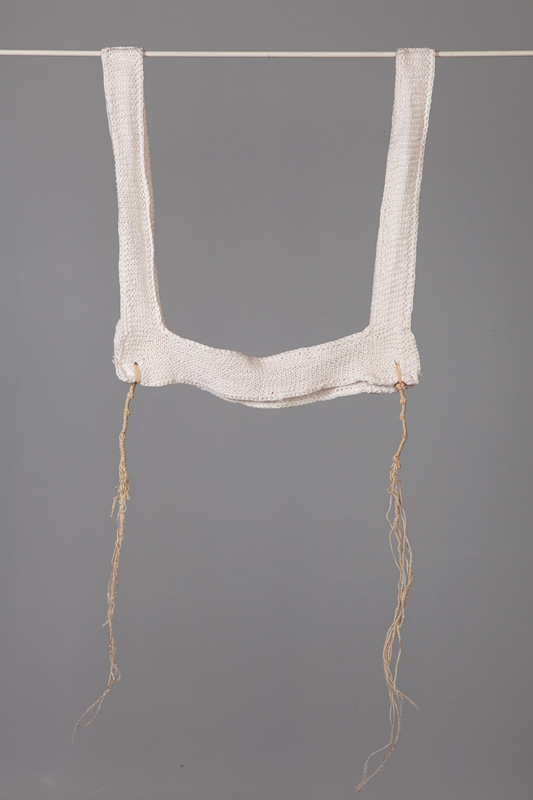
Gestrickter Kanfot Arba mit abgenutzten Zizit (2 von 4), Basel, aus den 1930er Jahren, in der Sammlung des Jüdischen Museums der Schweiz.

Der Tallit Katan (hebräisch טַלִּית קָטָן; „kleiner Tallit“), auch bekannt als Arba Kanfot („Vier Ecken“), ist eine Unterbekleidung für Männer in Form eines Leibchens, die von gläubigen Juden getragen wird. Mit dem Tallit Katan kann das biblische Gebot, an jeder der Ecken des Kleidungsstücks geknotete Fäden mit Quasten, sogenannte Zizijot, zu tragen, den ganzen Tag über erfüllt werden. Die Fäden sollen den Träger daran erinnern, die 613 Mitzwot zu beachten.

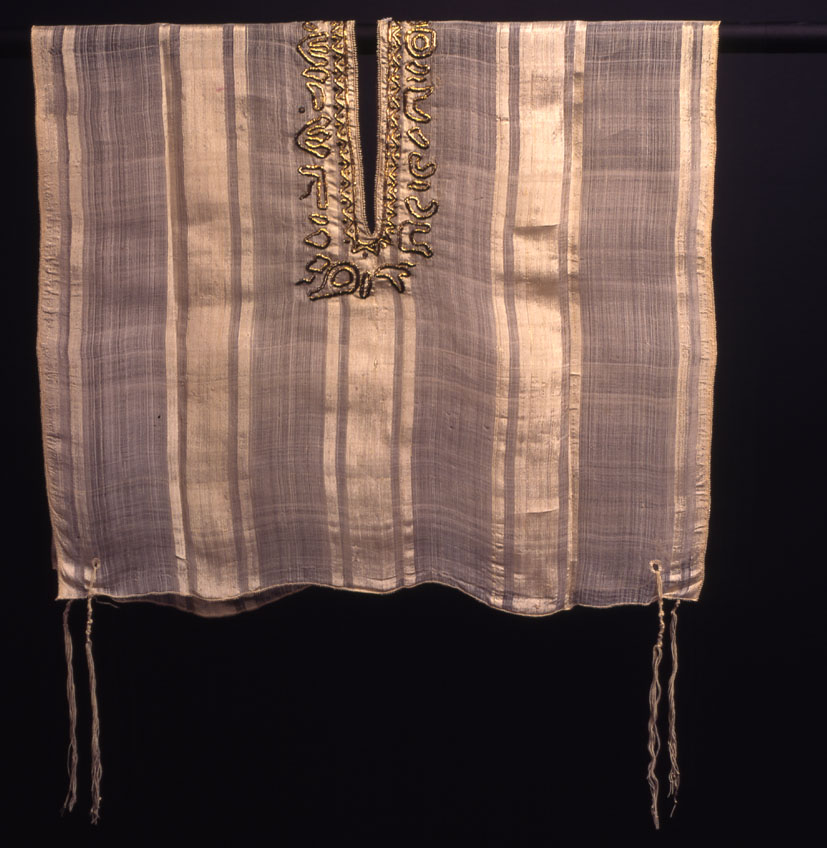
Historischer Tallit Katan, frühes 19. Jahrhundert (Yeshiva University Museum, New York)

Nachdem der Tallit, an dem ebenso Zizijot angebracht sind, im Laufe der Zeit nur noch während des Gebets angelegt wurde und seine Funktion als Alltagskleidungsstück verlor, ging diese auf den Tallit Katan über, der ganztags getragen wird. Im Grunde ist letzterer ein rechteckiges Stück Stoff mit einem Loch für den Kopf in der Mitte, vom Schnitt her vergleichbar mit einem Poncho. Moderne Formen sind einem T-Shirt angenähert, die Seiten müssen jedoch offen bleiben, weil das Kleidungsstück sonst keine vier Ecken besitzt, an denen die Zizijot seitlich befestigt werden. Der Stoff besteht normalerweise aus Baumwolle, Wolle oder Leinen und ist in der Regel, aber nicht notwendigerweise, weiß gehalten. In Num 15,38  heißt es, Juden sollen „an den Zipfeln ihrer Kleider“ Quasten tragen.
Der Tallit Katan wird traditionell morgens nach dem rituellen Händewaschen über ein Unterhemd mit dem Segensspruch „Gelobt seist du, Ewiger ... der du uns geheiligt durch deine Gebote und uns befohlen, die Zizit anzulegen.“ angezogen und unter einem Oberhemd getragen, sodass er für Andere verdeckt bleibt. Das Material und die Farbe des Tallit Katan sind weniger wichtig, wohl aber die Unversehrtheit der Zizijot. Manche Orthodoxe legen Wert darauf, die Zizijot über die Hose hängen zu lassen, um das Gebot, die Zizijot zu sehen (4. Mose 15,39), und dadurch an die Gebote Gottes erinnert zu werden, genauer zu befolgen. Andere stecken die Zizijot in die Hose hinein.
Die fünf Buchstaben des hebräischen Wortes für Zizit (ציצת) entsprechen dem numerischen Wert 600. Daher tragen gläubige Juden an jeder Ecke ihres Tallit Katan eine Quaste aus acht Fäden mit fünf Verknotungen. Die Summe der drei Zahlen (600+8+5) entspricht der Anzahl der Mitzwot im Talmud, nämlich 613.
Einen Tallit Katan zu tragen, ist nur Brauch und keine religiöse Pflicht. „Es ist ein zusätzlicher Ausdruck der Frömmigkeit für diejenigen, die dies für sich selbst als sinnvoll erachten.“ Juden, die sich allerdings für ein Unterhemd mit vier Ecken entscheiden, sollen daran auch Zizijot befestigen. Auch in Orthodoxen Kreisen können Frauen Tallit tragen, aber strenggläubige Juden lehnen es ab, dass Frauen einen Tallit Katan (ebenso wie einen Tallit) tragen, unter anderem, weil sich Frauenkleidung und Männerkleidung im orthodoxen Judentum eindeutig voneinander unterscheiden muss.